# 대니얼 자카파
대니얼 서카파(Daniel Zacapa, 영어 발음: /səˈkɑːpə/, 1954년 1월 1일 ~ )는 온두라스 출신의 미국 배우이다.
테구시갈파에서 태어났다.

## 출연 작품
- 끝에서 시작되다 (2017년)
- 마스터마인드 (2016년)
- 도망자 2018 (2014년)
- 아워 보이즈 (2013년)
- 데스티니 로드 (2012년) - 프랭크 역
- 더 리버 (2011년) - 에밀리오 역
- 밸리 오브 더 선 (2011년) - 컨비니언스 스토어 오너 역
- 킹스 오브 애플타운 (2009년)
- 더 씽스 위 캐리 (2009년)
- 볼 돈 라이 (2008년)
- 폴른 엔젤 (2006년)
- 진 제너레이션 (2006년)
- 코로나도 (2003년) - 반란군 지도자 역
- 컨페션 (2002년) - 렌다 역
- 멕시칸 (2001)
- 브로큰 (2000년)
- 배드 솔저 (1997년)
- 블랙 돈 (1997년) - 루이스 플로리스 역
- 페노메논 (1996년)
- 업 클로즈 앤 퍼스널 (1996)
- 세븐 (1995) - 형사 테일러 역
- 리틀 야구왕 (1993)
- 불타는 태양 (1988)

### 텔레비전
- 닙턱 (2003년)
- 비버리힐즈의 아이들 (1990년)
- 우리 생애 나날들 (1965년)
- 더 리버